# Championnats du monde de parkour 2022
Navigation
Kitakyūshū 2024
Les 1ers championnats du monde de parkour ont lieu à Tokyo au Japon du 14 au 16 octobre 2022.

## Podiums
| Épreuves  | Or                        | Argent                   | Bronze                       |
| --------- | ------------------------- | ------------------------ | ---------------------------- |
| Speed     |                           |                          |                              |
| Hommes    | Bohdan Kolmakov Ukraine   | Andrea Consolini Italie  | Tangui van Schingen Pays-Bas |
| Femmes    | Miranda Tibbling Suède    | Stefanny Navarro Espagne | Lilou Ruel France            |
| Freestyle |                           |                          |                              |
| Hommes    | Dimitris Kyrsanidis Grèce | Teng Gaozheng Tchéquie   | Davide Rizzi Italie          |
| Femmes    | Ella Bucio Mexique        | Hanaho Yamamoto Japon    | Adéla Měrková Tchéquie       |